# Юнг, Герман
Герман (Германн) Юнг (нем. Hermann Jung; 13 октября 1836, Сент-Имье — 3 сентября 1901[…], Лондон) — швейцарский часовщик и политик; видный деятель международного рабочего движения середины XIX века.

## Биография
Герман Юнг родился 13 октября 1836 года в местечке Сент-Имье в швейцарском кантоне Берн на северо-западе страны в семье сантехника Давида Людвига Юнга и Ефросиньи Сюзанны (урожденной Мези). Получив в родном городке необходимые профессиональные знания стал работать часовщиком.
Юнг принимал непосредственное участие в революции 1848—1849 годов в Германии, а после её провала, опасаясь репрессий со стороны властей, эмигрировал в Лондон. В британской столице он начал своё сотрудничество с Международным товариществом рабочих (более известное как Первый интернационал).

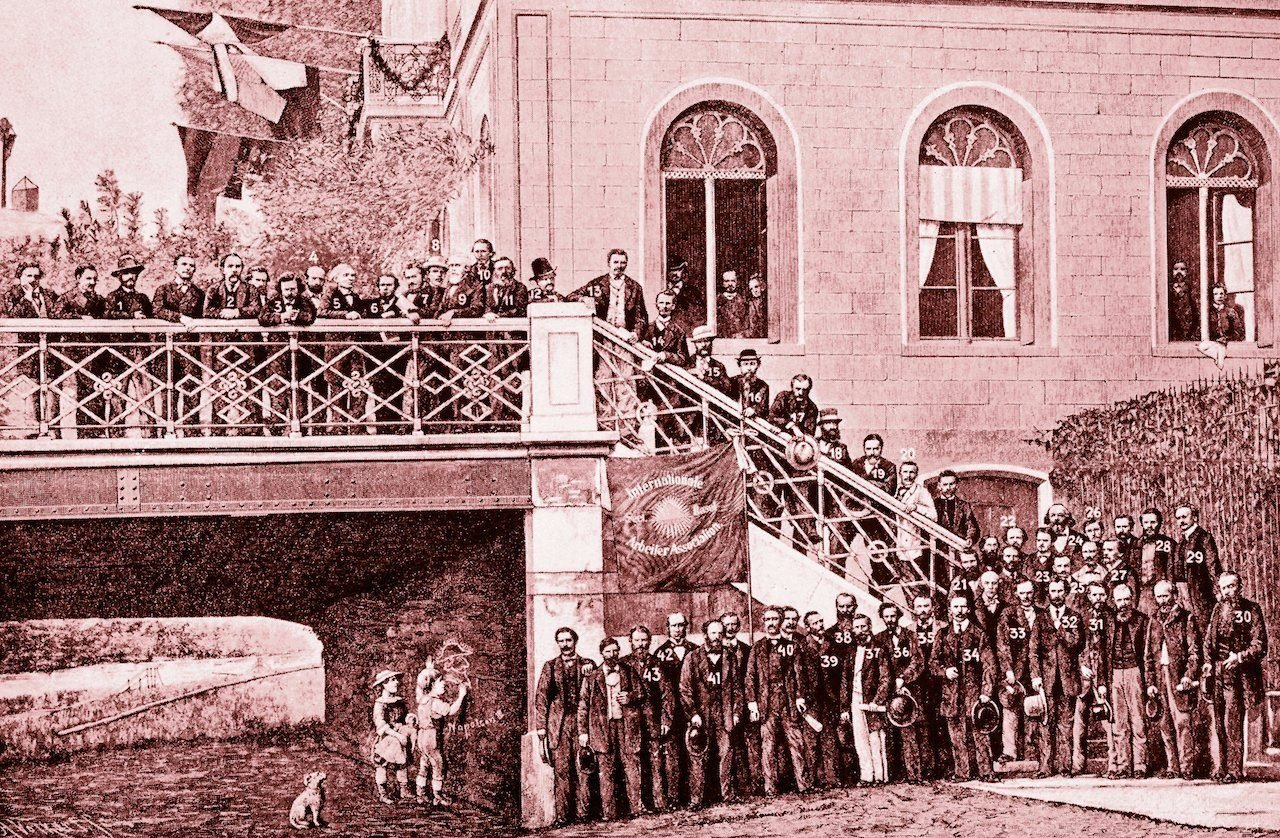
Делегаты Базельского конгресса МТР (1869)

Герман Юнг был членом Генерального совета организации и секретарем-корреспондентом в Швейцарии в 1864—1872 годах. Он также председательствовал на конгрессах Международного товарищества трудящихся, проходивших в Женеве (1866), Брюсселе (1868), Базеле (1869), а также на Лондонской конференции в 1871 году.
Первоначально Юнг строго следовал линии революционно-пролетарского крыла Первого интернационала, во главе которого стоял немецкий экономист Карл Маркс, но осенью 1872 примкнул к реформистскому крылу Британской федерации (или Британского федерального совета; англ. British Federal Council) и лидерам британских профсоюзов, которые выступили против решений Конгресса в Гааге (касающихся прежде всего централизации) состоявшегося в сентябре 1872 года. Начавшийся раскол стал фатальным для МТР и 15 июля 1876 года было принято решение о его самороспуске. В том же 1876 году Юнг стал одним из инициаторов восстановления Интернационала на новых принципах управления.
Юнг также участвовал в движении тред-юнионов. С 1877 года уже практически не участвовал в рабочем движении.
Герман Юнг был убит 3 сентября 1901 года в городе Лондоне.

## Комментарии
1. ↑  в «Большой советской энциклопедии» и «Советской исторической энциклопедии», со ссылкой на Протоколы Генерального совета Первого интернационала, датой рождения Юнга называется 1830 год, что, возможно, и ближе к истине; в противном случае получается, что в революционных событиях Юнг принимал участие в 12-ти летнем возрасте, после чего самостоятельно эмигрировал в Англию